# Baie de Douglas
 (novembre 2016).
Si vous disposez d'ouvrages ou d'articles de référence ou si vous connaissez des sites web de qualité traitant du thème abordé ici, merci de compléter l'article en donnant les références utiles à sa vérifiabilité et en les liant à la section « Notes et références ».
La baie de Douglas est une baie de la côte orientale de l’île de Man ouvrant sur la mer d’Irlande, sur laquelle se trouve la capitale insulaire, ville de Douglas, et son port, le Douglas Harbour, qui se situe à son extrémité sud.

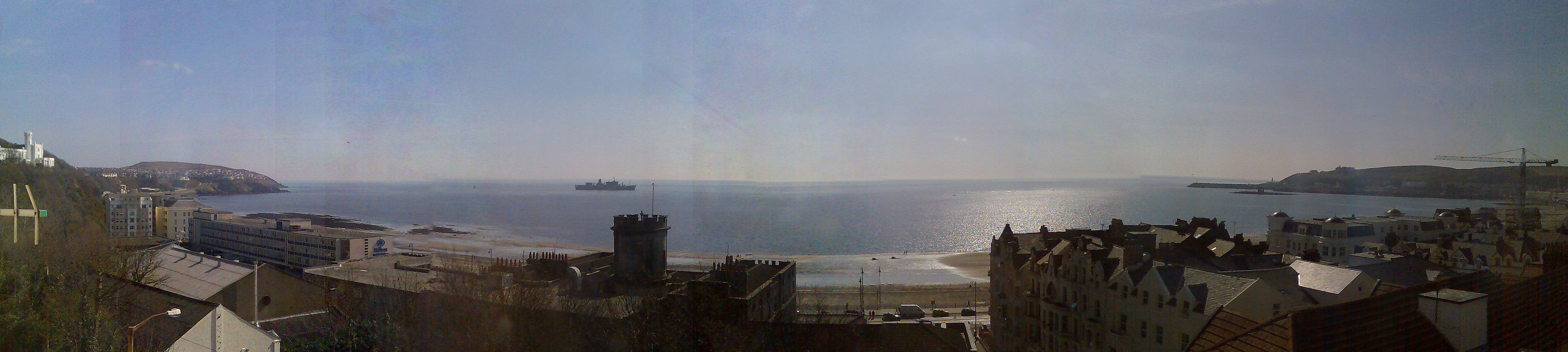
Vue panoramique de la baie de Douglas.